# Скоринево
Скоринево (рос. Скорынево) — село в Бежецькому районі Тверської області Російської Федерації.
Населення становить 24 особи. Входить до складу муніципального утворення Лаптихинське сільське поселення.

## Історія
Від 2005 року входить до складу муніципального утворення Лаптихинське сільське поселення.

## Населення
| 1859 | 1887 | 2008 | 2010 |
| ---- | ---- | ---- | ---- |
| 352  | ↗427 | ↘27  | ↘24  |